# برایت آلوتی
برایت آلوتی (انگلیسی: Bright Allotey؛ زادهٔ ۱۴ سپتامبر ۱۹۹۱) بازیکن فوتبال اهل غنا است.
وی همچنین در تیم ملی فوتبال غنا بازی کرده است.